# Tyora striata
Tyora striata är en insektsart som först beskrevs av Crawford 1919.  Tyora striata ingår i släktet Tyora och familjen Carsidaridae. Inga underarter finns listade i Catalogue of Life.